# Tots els diners del món

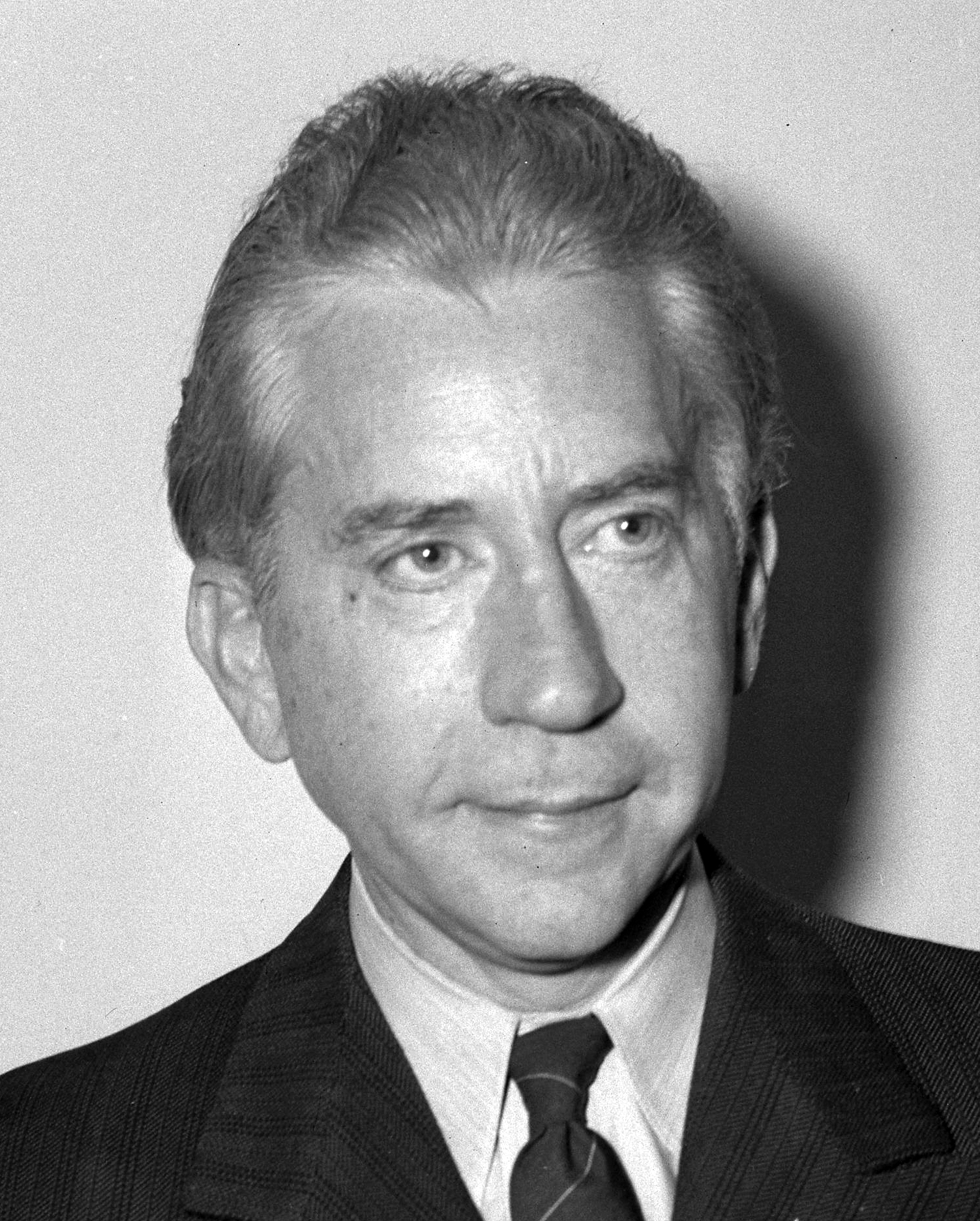
J.Paul Getty, l'any 1944

Tots els diners del món (títol original en anglès: All the Money in the World) és un thriller  estatunidenc dirigit per Ridley Scott, estrenat l'any 2017. El film explica la verdadera història del segrest de John Paul Getty III, que va tenir lloc a Roma l'any 1973. Ha estat doblada al català central per a TV3, i al valencià per a À Punt.

## Argument
L'any 1973, a Roma, John Paul Getty III, net del magnat del petroli J. Paul Getty, és segrestat per malfactors que demanen al seu riquíssim avi de pagar-los un rescat exorbitant de 17 milions de dòlars. Com que l'home de negocis rebutja pagar, els segrestadors envien una orella tallada i un ble de cabells del seu ostatge a un diari italià com advertiment...
Gail Harris, la mare del noi segrestat, llavors s'alia amb un antic agent de la CIA per intentar salvar el seu fill. També proven de reunir la suma demanada pels raptors.

## Repartiment
- Michelle Williams: Gail Harris
- Mark Wahlberg: Fletcher Chace
- Christopher Plummer: J. Paul Getty
- Charlie Plummer: John Paul Getty III
- Andrew Buchan: John Paul Getty II
- Romain Duris: Cinquanta
- Timothy Hutton: Oswald Hinge, l'advocat de Getty
- Marco Leonardi: Mammoliti
- Andrea Piedimonte: Corvo
- Giulio Base: el forense
- Giuseppe Bonifati: Giovanni Iocanni, l'advocat de Gail
- Charlie Shotwell: John Paul Getty III, de jove

## Producció

### Gènesi, desenvolupament i Repartiment dels papers
El 13 de maig de 2017, s'anuncia que Ridley Scott dirigirà All the Money in the World, un film sobre el segrest de John Paul Getty III, segons un guió de David Scarpa. Natalie Portman és llavors preseleccionada per encarnar la mare del jove hereu del magnat del petroli J. Paul Getty.
A finals de maig de 2017, Michelle Williams reemplaça finalment Natalie Portman. Kevin Spacey interpretarà J. Paul Getty i Mark Wahlberg farà el paper d'un antic agent de la CIA que investiga sobre el segrest.
Charlie Plummer és a continuació contractat per interpretar John Paul Getty III, l'adolescent segrestat. El juny de 2017, Timothy Hutton i Romain Duris completen el repartiment, en els papers de l'advocat de Getty i d'un dels raptors de l'hereu, respectivament.

### Rodatge
El rodatge comença a Roma el juliol de 2017. Una seqüència és rodada a la Piazza Navona, no lluny de la Plaça Farnèse on va tenir lloc l'autèntic segrest l'any 1973. Algunes escenes es van rodar a Magliana Vecchia, en un magatzem de la marca de cotxes Giannini. Després d'Itàlia, el rodatge segueix a Jordània i a Londres

### Reemplaçament de Kevin Spacey

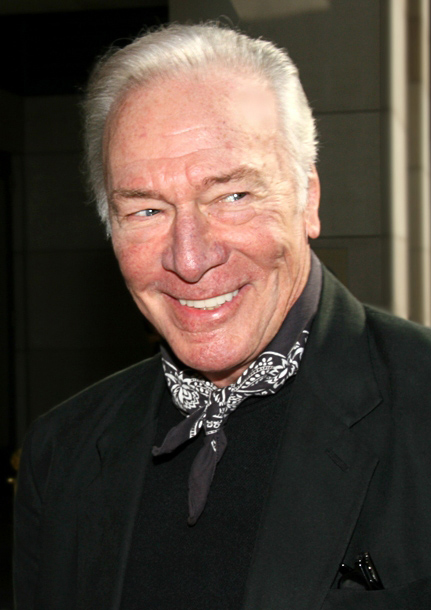
Christopher Plummer, aquí l'any 2007, reemplaça ràpidament Kevin Spacey després de les acusacions d'assetjament sexual de la qual és objecte.

A la tardor de 2017, mentre el film és en fase de postproducció, Kevin Spacey és objecte de moltes acusacions d'agressió i d'assetjaments sexuals en paral·lel a l'afer Harvey Weinstein. El 9 de novembre de 2017, quan l'estrena del film està prevista un mes i mig més tard, Ridley Scott anuncia que tornarà a rodar totes les escenes en les quals apareix Kevin Spacey, i serà substituït per Christopher Plummer.
| «                                  | Quan hem estat informats d'aquestes terribles al·legacions, sis setmanes només abans la data de sortida prevista per al film, ens ha semblat impensable de fer com si res no hagués passat. No podíem decentment pas fer fi d'aquestes acusacions. Quan Ridley i jo hem pres la decisió de donar el paper a Christopher Plummer, hem pogut comptar amb el suport total dels actors i de l'equip. No els agrairem mai prou el seu compromís sense fisures tot al llarg del procés. | » |
| — Dan Friedkin, productor del film | |   |

Les regravacions comencen el 20 de novembre de 2017 i s'acaben el 29 de novembre de 2017, dia que es publica un nou tràiler. Això costa diversos milions a la producció i desplaça l'estrena estatunidenca tres dies i anul·la la preestrena prevista el 16 de novembre de 2017 com a clausura de l'AFI Fest. L'estudi volia a qualsevol preu treure el film el desembre de 2017 per ser elegible als Oscars 2018 i avançar l'estrena d'una obra de ficció sobre el mateix tema, la sèrie americana Trust, prevista pel gener.
| « | Trobo que el que li ha passat a Kevin Spacey és molt trist. És un actor amb tant de talent, tant increïblement dotat, és verdaderament trist. Una pena. És tot el que puc dir. […] Ja no és tant reemplaçar Kevin Spacey sinó recomençar-ho tot. (...) Admiro Ridley Scott i m'encanta fer un film per a ell. L'ocasió s'ha presentat. Fa un moment, estava disputat tenir aquest paper. El coneixia ja, i quan Ridley ha vingut a proposar-m'ho, he acceptat.Christopher Plummer, Vanity Fair, 13 de novembre de 2017 | » |

## Rebuda
- Les pel·lícules de Ridley Scott presenten una visió maniquea del món, sempre a partir de parelles de contraris. La dualitat aquí està encarnada per l'avar Getty, que estima els seus diners i la mare del noi segrestat, que estima el seu fill.[18]